# Arena Rock Recording Company
Arena Rock Recording Company también conocido como Arena Rock Recording Co. o ARRCo es una compañía discográfica independiente estadounidense fundada en 1995 por Greg Clover y Dan Ralph, siendo una de los miles de discográficas independientes que hacen apoyo a la escena independiente del rock y del indie rock.
Inicialmente fue fundada en Brooklyn, Nueva York pero en la actualidad la discográfica está localizada en Portland, Oregón.
Su música la distribuye Redeye Distribution y Koch Entertainment.

## Algunos artistas de la discográfica
- Liars
- Minus the Bear
- Mono
- The Autumn Defense
- The Boggs